# Saurita biradiata
Saurita biradiata är en fjärilsart som beskrevs av Felder 1869. Saurita biradiata ingår i släktet Saurita och familjen björnspinnare. Inga underarter finns listade.